# Somolinos
Somolinos község Spanyolországban, Guadalajara tartományban. Somolinos Albendiego, Campisábalos, Retortillo de Soria, Hijes és Ujados községekkel határos. Lakosainak száma 26 fő (2024).

## Népesség
A település népessége az utóbbi években az alábbiak szerint változott:
| Lakosok száma | 45   | 37   | 42   | 36   | 36   | 33   | 33   | 30   | 30   | 26   |
|               | 2001 | 2004 | 2006 | 2009 | 2011 | 2014 | 2016 | 2019 | 2021 | 2024 |